# Batillipes rotundiculus
Batillipes rotundiculus är en djurart som tillhör fylumet trögkrypare, och som beskrevs av Rho, Min och Chang 1999. Batillipes rotundiculus ingår i släktet Batillipes och familjen Batillipedidae. Inga underarter finns listade i Catalogue of Life.